# Bruno Rigutto
Bruno Rigutto (né le 12 août 1945 à Charenton) est un pianiste, compositeur et chef d'orchestre français. Il a étudié au Conservatoire de Paris et est un élève de Samson François et Paul Badura-Skoda. Il est lauréat du concours international Marguerite-Long en 1965, et du concours Tchaïkovski, en 1966. Il enseigne le piano au Conservatoire de Paris depuis 1981. Rigutto a notamment composé la musique de Faustine et le bel été de Nina Companéez en 1972.

## Une approche de discographie
- Récital-Piano: Chopin, Liszt, Schumann ( Scènes d'enfants) 1969 Musiidisc, France.
- Les nocturnes, F. Chopin chez Emi;
- Concerto N° 1 Pour Piano de Tchaikovsky avec Concerto Pour Violon, Jean-Pierre Wallez), Orchestre National De L'opéra De Monte-Carlo, Yuri Ahronovitch chez IPG;
- Concertos Pour Piano Ré Majeur - Sol Majeur de Haydn chez Decca;
- Frédéric Chopin : dix-neuf Valses, une pochette de Sempé chez Forlane;
- Frédéric Chopin : Concertos N° 1 et 2 Pour Piano, Orchestre Philharmonique de Budapest, Erich Bergel chez Denon;
- Concertos Pour 1, 2, 3 et 4 Pianos de J-S Bach chez EMI;
- Marche Turque de Mozart chez Paul Beuscher;
- 19 Valses de Chopin, pochette de Sempé chez Frolane;
- Concerto No. 2 Op. 21; Andante Spianato Et Grande Polonaise Op. 22 chez Decca/Aristocrate;
- Concerto En La mineur de Schumann, Konzertstuck avec L'orchestre National De France dirigé par Kurt Masur chez Aristocrate;
- Antonín Dvořák: Concerto pour Piano, Orchestra Philharmonique de Radio France, Zdeněk Mácal chez Decca, IPG, Peters;